# Мурашниця рудовола
Мурашниця рудовола (Hylopezus dives) — вид горобцеподібних птахів родини Grallariidae.

## Поширення
Вид поширений в Коста-Риці, Гондурасі, Нікарагуа, Панамі та на заході Колумбії. Його природні місця проживання — субтропічні або тропічні вологі низовинні ліси та сильно деградовані колишні ліси.

## Опис
Птах завдовжки 13 см, вагою — 44 г. Крона темно-сланцево-сіра з невеликою сажистою лускою, переходить у сірувато-оливкове забарвлення на спині на темно-коричневому тлі та тьмяно-оливкову на крупі та верхній частині хвоста. Основа первинних криючих крил має рудий край, який контрастує з чорнуватими покривами. Лице тьмяно-чорнуватого кольору, а область навколо очей тьмяно-жовтого кольору. Горло і центр нижньої частини грудей і живота білі, а решта нижня область від вохристо-червоного кольору з нечіткими і неправильними чорнуватими смугами. Дзьоб має чорну верхню частину і сірувату нижню щелепу з чорнуватим кінчиком. Ніжки тьмяного кольору.

## Підвиди
- Hylopezus dives dives (Salvin, 1865) — карибський схил від східного Гондурасу на південь до Коста-Рики.
- Hylopezus dives flammulatus Griscom, 1928 — північно-західна Панама (західний і центральний Бокас-дель-Торо).
- Hylopezus dives barbacoae Chapman, 1914 — зі східної Панами (східний Дар'єн) на південь уздовж тихоокеанського схилу Колумбії.